# Shahrestān-e Gerāsh
Shahrestān-e Gerāsh (persiska: شهرستان گراش, گراش) är en delprovins (shahrestan) i Iran.   Den ligger i provinsen Fars, i den södra delen av landet, 900 km söder om huvudstaden Teheran.
Delprovinsen hade 53 907 invånare 2016.